# ادوارد چهارم
ادوارد چهارم (به انگلیسی: Edward IV) پادشاه انگلستان و لرد ایرلند از ۴ مارس ۱۴۶۱–۳ اکتبر ۱۴۷۰ و مجدداً از ۱۱ آوریل ۱۴۷۱ تا زمان مرگش در ۹ آوریل ۱۴۸۳ بود.

## زندگی

### سال‌های آغازین و رسیدن به سلطنت
ادوارد چهارم در ۲۸ آوریل ۱۴۴۲ در روآن واقع در نورماندی فرانسه، زاده شد. او بزرگ‌ترین پسر ریچارد پلانتاژنات، سومین دوک یورک و سیسیلی نویل بود و در جنگاوری و هنرهای نظامی مهارت بسیار داشت. پدرش ریچارد به هنگام پادشاهی هنری ششم از خاندان لنکستر، چنین ادعا نمود که وارث حقیقی تاج و تخت انگلستان اوست و همین امر سبب درگیری دو خاندان یورک و خاندان لنکستر با یکدیگر و شروع جنگ‌های گل‌های سرخ بین این دو خاندان سلطنتی گردید.
پس از کشته شدن ریچارد در نبرد ویکفیلد در ۱۴۶۰، ادوارد مدعی تاج و تخت انگلستان شد. او در ۱۴۶۱ وارد لندن گردید و پس از فتح پایتخت با کمک پسردائی خود ریچارد نویل، ارل وارویک و معرفیش به عنوان ادوارد چهارم، پادشاه جدید انگلستان از سوی او، موفق به شکست کامل لنکسترها در نبرد تاوتون و تثبیت موقعیت خود به عنوان پادشاه جدید گردید.

### خلع از سلطنت و تبعید
پس از مدتی ادوارد چهارم خود را از ریچارد نویل مستقل نمود و پنهانی در ۱۴۶۴ با الیزابت وودویل ازدواج نمود. این رفتار ادوارد سبب خشم ارل وارویک گردید و او در اکتبر ۱۴۷۰ با همراهی جورج، دوک کلارنس و برادر ادوارد، هنری ششم را از زندان آزاد و او را بار دیگر به مسند قدرت بازگرداند و ادوارد چهارم را به هلند تبعید نمود.

### بازگشت به قدرت
با تبعید ادوارد بار دیگر جنگ‌های گل‌های سرخ بین دو خاندان یورک و لانکاستر آغاز شد. الیزابت وودویل، برای درامان ماندن از لانکاسترها در کلیسای وست‌مینستر پناه جست و ادوارد پنجم، نخستین پسر و وارث ادوارد چهارم در این کلیسا زاده شد. اما ادوارد در مارس ۱۴۷۱ به انگلستان بازگشت و در ۱۱ آوریل همان سال موفق به بازپس‌گیری قدرت از هنری ششم شد. او ارل وارویک را در ۱۴ آوریل ۱۴۷۱ در نبرد بارنت شکست داد و کشت و سپس باقی‌ماندهٔ قوای لانکاسترها را در ۴ مه همان سال در نبرد تویکس‌بری نابود کرد. ادوارد، برادرش جورج که پس از بازگشتش به او پیوسته بود را به جرم خیانت در برج لندن زندانی و سپس اعدام نمود. هنری ششم نیز پس از مدت کوتاهی از زندانی شدنش در برج لندن به قتل رسید.

### سال‌های پایانی و مرگ
ادوارد چهارم در ادامهٔ سلطنتش با شورش دیگری مواجه نشد زیرا خاندان لانکاستر تقریباً به‌طور کامل نابود شده بود و تنها بازماندهٔ قابل توجه آن، هنری تیودور نیز در تبعید به سر می‌برد.
ادوارد در آوریل سال ۱۴۸۳ به سختی بیمار شد. او طی وصیت‌نامه‌ای برادر خود ریچارد، دوک گلاستر را به عنوان قیم و سرپرست فرزند و وارث خود ادوارد پنجم که در آن زمان ۱۲ سال بیشتر نداشت معرفی نمود. ادوارد چهارم در ۹ آوریل همان سال درگذشت و در نمازخانه سنت جورج، قلعه وینزر به خاک سپارده شد.
پس از مرگ ادوارد، سندی توسط راف شای کشیش ارائه شد که ازدواج او با الیزابت وودویل را باطل و فرزندانش را نامشروع اعلام نمود. بدین ترتیب ادوارد پنجم پس از دو ماه از سلطنت خلع و همراه با برادر کوچکترش در برج لندن زندانی گردید و عمویش به جای او با عنوان ریچارد سوم بر تخت پادشاهی انگلستان نشست.